# Bridgekamera

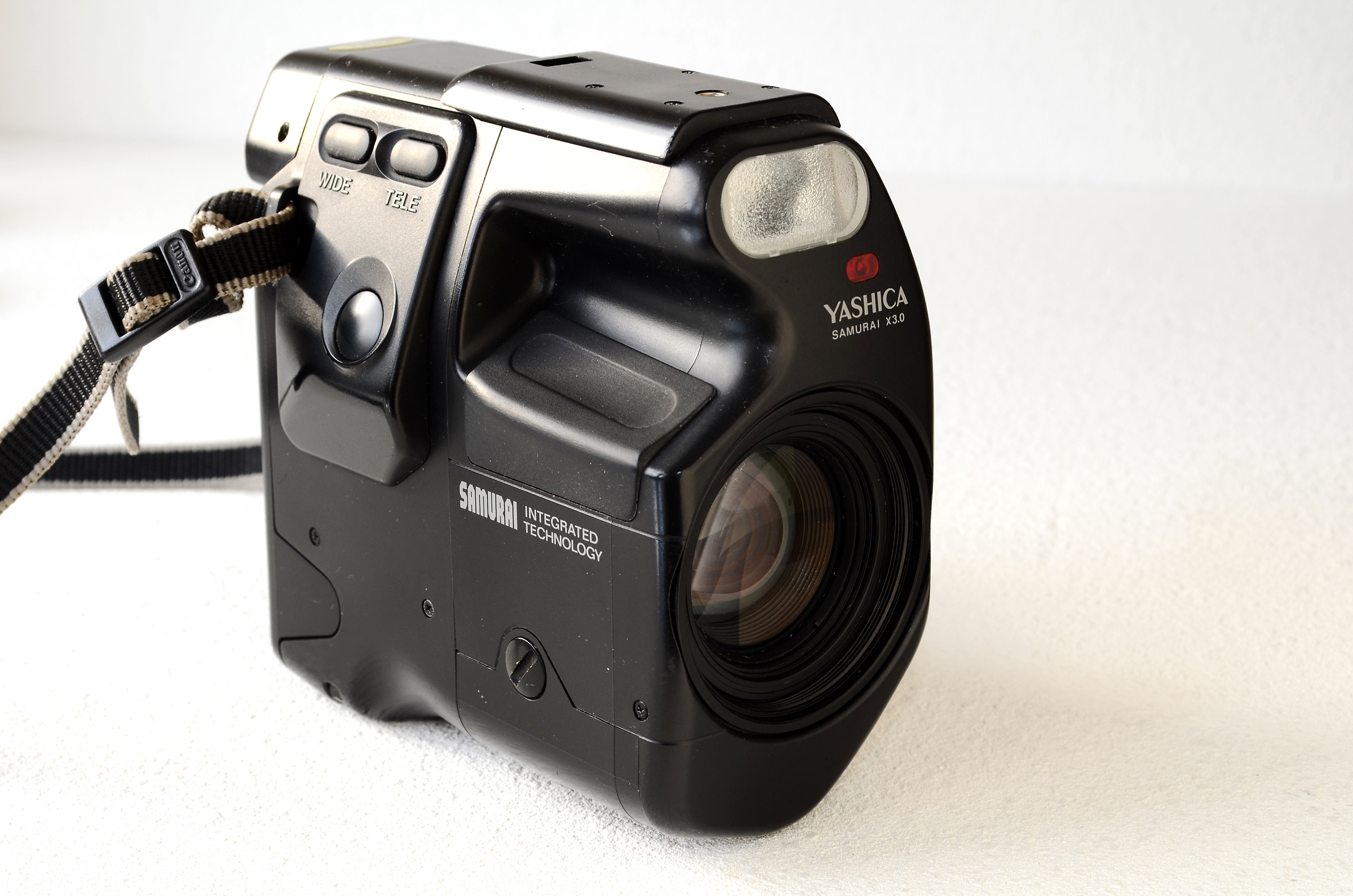
Yashica Samurai X3.0

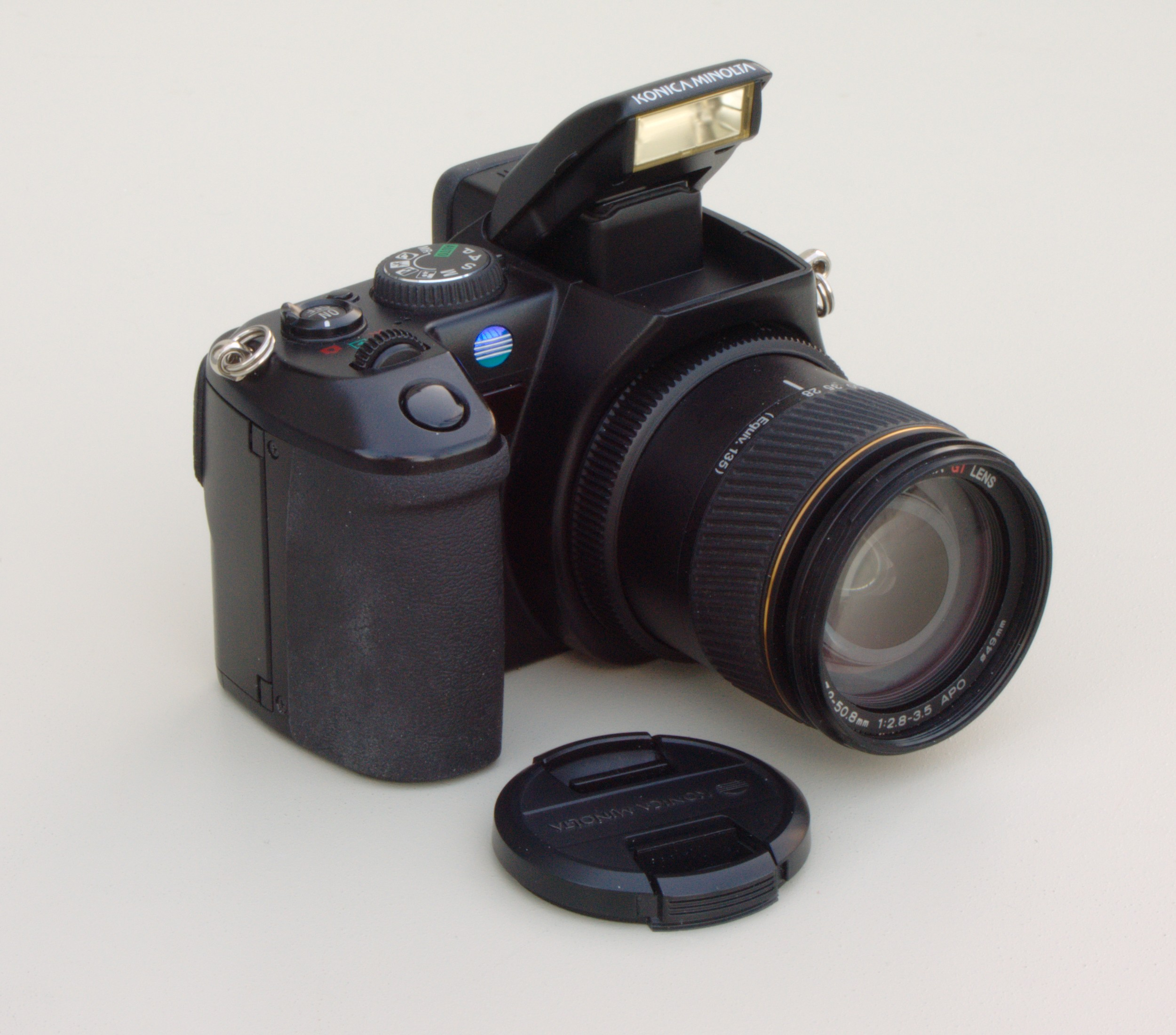
Digitalkamera Konica Minolta Dimage A200 aus dem Jahr 2004 mit manuellem Zoom

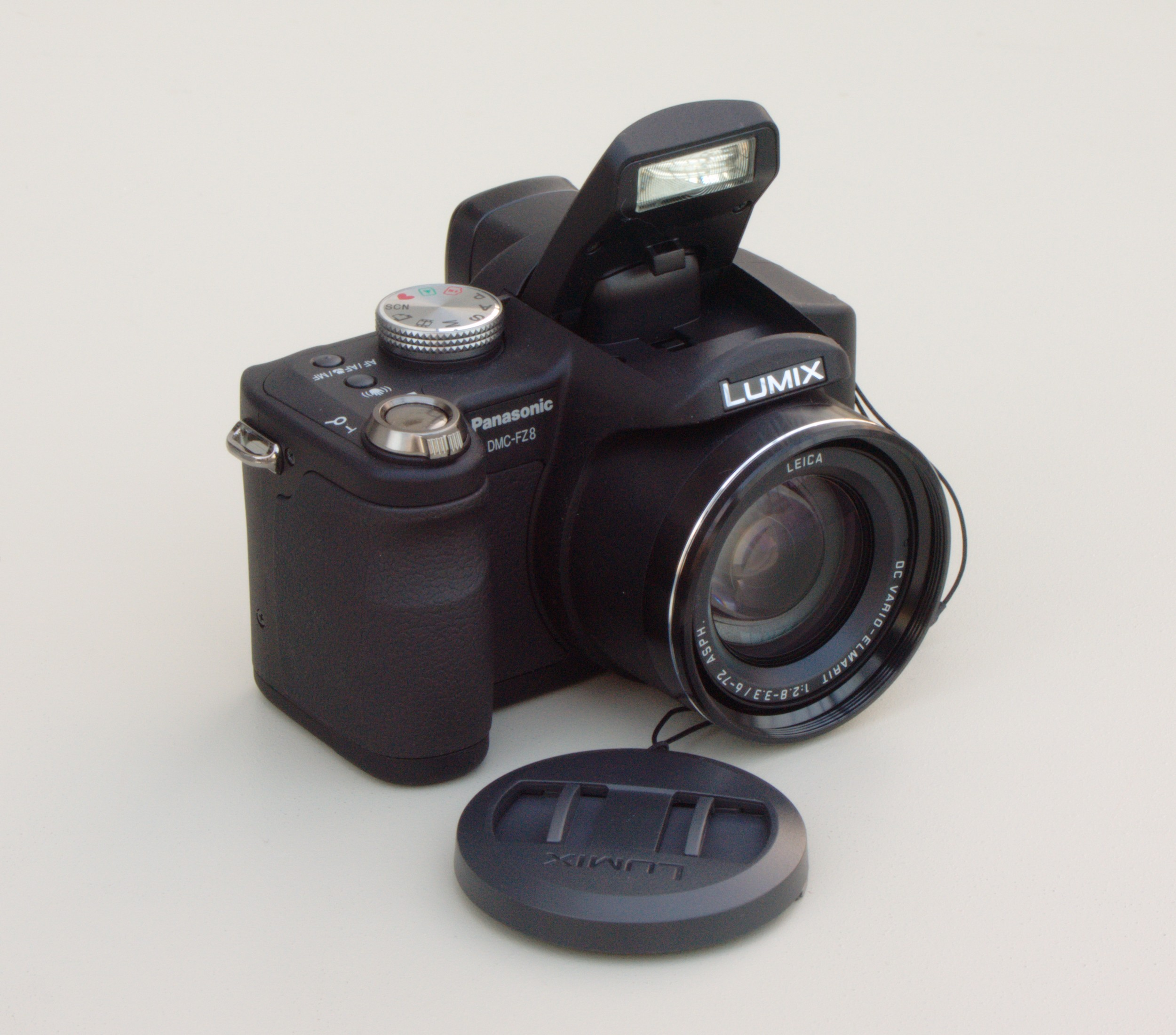
Digitalkamera Panasonic Lumix DMC-FZ8 aus dem Jahr 2007

Als Bridgekamera wird eine Kamera bezeichnet, die Eigenschaften von Spiegelreflexkameras und Kompaktkameras vereint, deren Ausstattungs-, Qualitäts- und Funktionsmerkmale eine Brücke zwischen beiden Konstruktionsprinzipien schlägt. Dieser Kameratyp wird oft auch als Prosumerkamera bezeichnet, um seine Stellung zwischen Professional- und Consumer-Kameras anzudeuten.
Der Ausdruck Bridgekamera wurde 1988 mit der Halbformatkamera Yashica Samurai und nachfolgenden Modellen anderer Hersteller geprägt. Das Konstruktionsprinzip der Bridgekameras wurde anfangs auch für digitale Kameras übernommen.
Die Bezeichnung Bridgekamera hat mit der weiten Verbreitung digitaler Kameras einen Bedeutungswandel erlebt und bezeichnet in diesem Bereich Modelle, die nicht auf Kompaktheit getrimmt sind, sondern sich in der Regel durch aufwendige Zoomobjektive mit großem Zoombereich und vergleichsweise hoher Lichtstärke auszeichnen sowie neben den üblichen Automatikfunktionen auch manuelle Einstellmöglichkeiten bieten. Typisch ist auch das Vorhandensein eines Blitzschuhs und eines eingebauten elektronischen Suchersystems. Der verwendete Bildsensor hat bis auf wenige Ausnahmen ein relativ kleines Format (kleiner als z. B. Four-Thirds).

## Bridgekameras für Kleinbildfilm
Bridgekameras für Kleinbildfilm sind Spiegelreflexkameras mit fest eingebautem Objektiv. Dieses Konstruktionsprinzip gab es bereits seit den 1950er Jahren (z. B. Nikkorex 35), wurde aber 1988 mit der Yashica Samurai wiederbelebt. Das fest eingebaute Objektiv ermöglicht die Verwendung eines Zentralverschlusses und eine etwas kompaktere Bauart. Weil das Objektiv nicht wechselbar ist, besteht konstruktionsseitig die Möglichkeit zur Verwendung eines aktiven Infrarot-Autofokus-Systems, trotzdem wurde meistens das bei Spiegelreflexkameras übliche passive Phasendetektionsverfahren oder eine Kombination aus beiden Verfahren verwendet.
Typische Vertreter der Kleinbildbridgekameras sind die Ricoh Mirai und Chinon GS-9. Olympus stellte die Weiterentwicklung und Produktion seines OM-Systems zugunsten der Bridgekameras der IS-Reihe völlig ein. Alle diese Kleinbild-Bridgekameras entsprachen von der Ausstattung her Spiegelreflexkameras der Einsteigerklasse.

## Digitale Bridgekameras

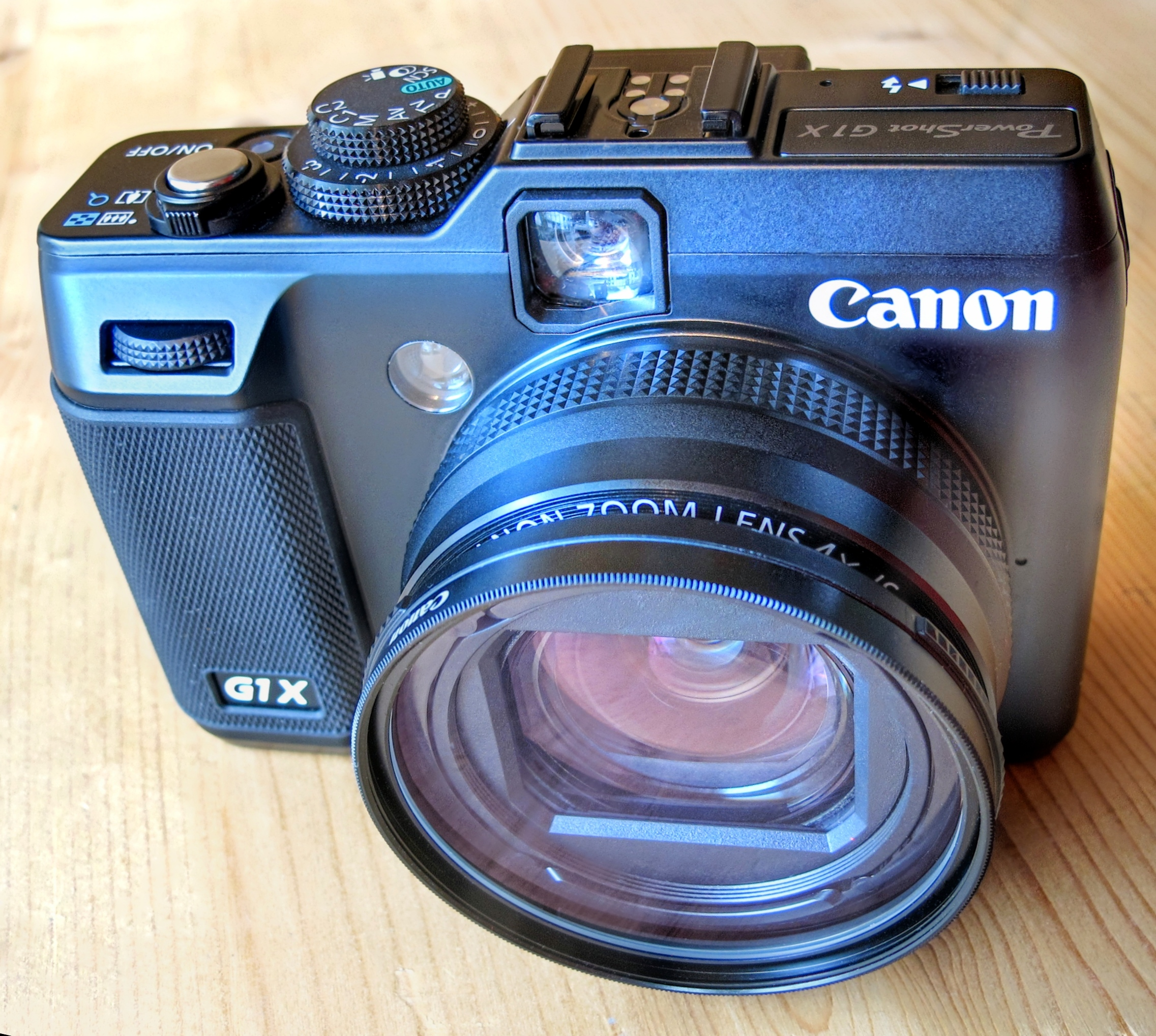
Canon PowerShot G1X, Bridgekamera mit einem Sensor im Format 18,7 mm × 14,0 mm (2012)

Das Konstruktionsprinzip der Kleinbildbridgekameras wurde zunächst auch für digitale Bridgekameras übernommen, auch diese waren also zunächst Spiegelreflexkameras mit fest eingebautem Objektiv. Die erste Kamera nach diesem Prinzip war 1997 die Olympus Camedia C-1000L. Es folgten weitere Kameras von Olympus bis hin zur E-20P von 2001. Ansonsten folgte nur Pentax mit der El-2000 (baugleich als HP PhotoSmart 912 von Hewlett-Packard) von 2000 diesem Prinzip.
Später wurde dann der Spiegelreflexsucher durch einen elektronischen Sucher ersetzt. Dieser ist im Gegensatz zum außerdem vorhandenen Monitor an der Kamerarückwand auch bei starkem Umgebungslicht gut einsehbar. Er zeigt ähnlich wie bei Spiegelreflexkameras genau den Bildausschnitt, der auch aufgenommen wird. Manuelles Fokussieren ist jedoch wegen der vergleichsweise geringen Auflösung dieser Sucher schwierig, und bei schlechten Lichtverhältnissen erzeugen diese Sucher ein körniges, verrauschtes Bild. Auch kann es bei schnellen Bewegungen zu Schlieren oder ruckeliger Darstellung kommen.

### Vorteile
Gegenüber einer digitalen Kompaktkamera zeichnet sich eine Bridgekamera durch ein Zoomobjektiv mit meist sehr großem Brennweitenbereich aus; es werden Objektive mit einem Zoomfaktor bis zu 125 × eingesetzt. Der Brennweitenbereich kann – umgerechnet auf das Kleinbildformat von 24 × 36 mm – bis teilweise 3000 mm reichen (Stand: Januar 2020).

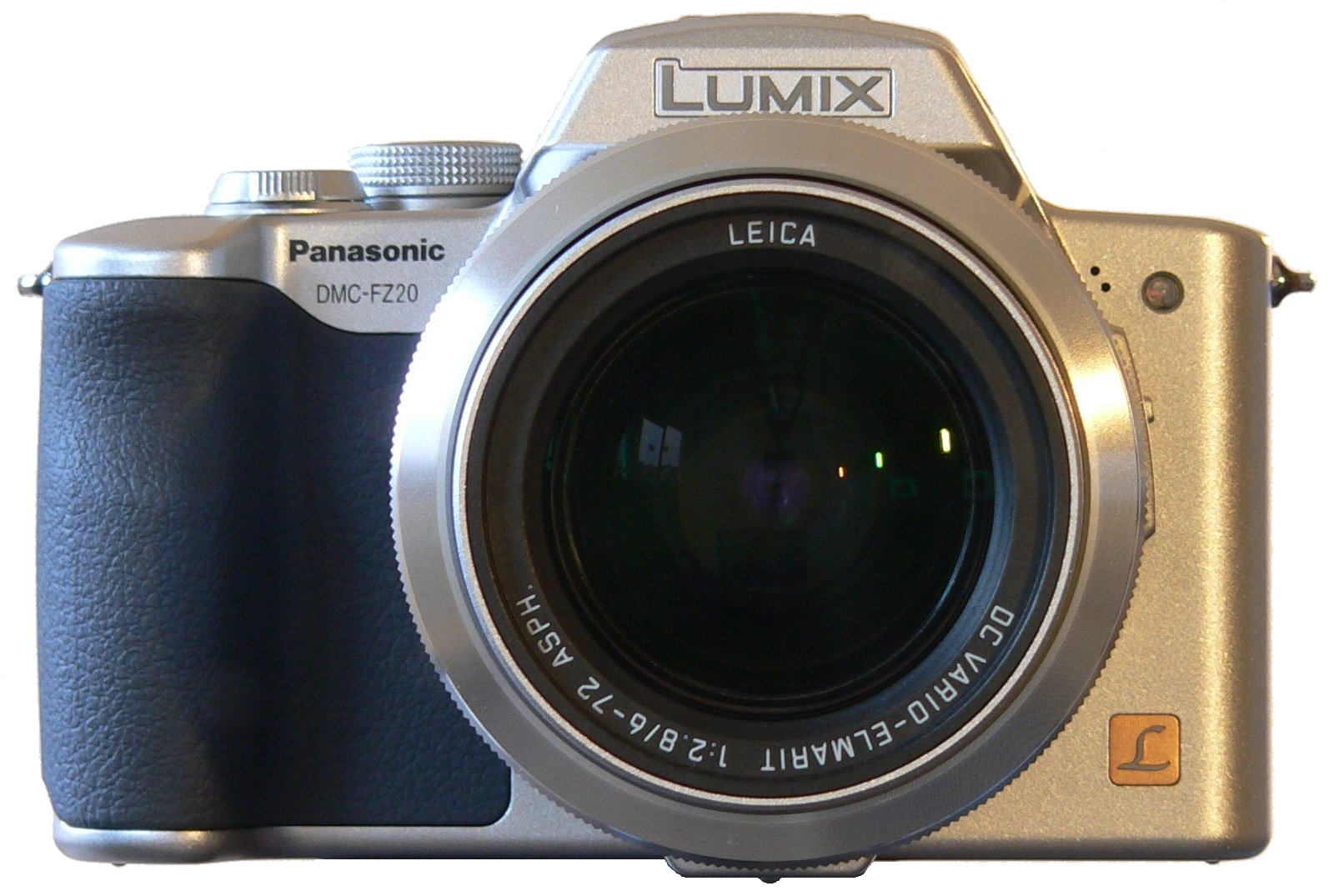
Panasonic Lumix DMC-FZ20, mit durchgehend größter Blende 1:2,8

Bedingt durch ihre kleinen Sensoren kann man Bridgekameras mit relativ kompakten und lichtstarken Objektiven ausstatten. So besitzt zum Beispiel die Panasonic Lumix DMC-FZ20 von 2004 bei einer Sensorgröße von 5,76 × 4,29 mm ein Zwölffach-Zoomobjektiv mit einer Brennweite von 36 mm bis 432 mm (entsprechend der Kleinbildfotografie) und einer größten Blendenöffnung von Blende 1:2,8 über den gesamten Brennweitenbereich. Ein gleichwertiges Objektiv für einen größeren Bildsensor (etwa einer Spiegelreflex-Kamera) wäre optisch bedingt wesentlich größer und schwerer und kostete ein Mehrfaches, vor allem wenn es bei etwa 400 mm Brennweitenäquivalent auch noch die gleiche Lichtstärke haben sollte. Somit sind die Sensorengrößen der Bridgekameras das Ergebnis eines Kompromisses aus Handlichkeit, Zoomstärke und Preis einerseits, und Bildqualität andererseits.
Während der Zoom digitaler Kompaktkameras in der Regel elektromotorisch durch Tasten oder Wippen bedient wird, erlaubt die größere Bauweise der Bridgekameras ein wesentlich feinfühligeres Zoomen per Einstellring direkt am Objektiv. Einige Modelle bieten auch einen Fokusring zur manuellen Schärfeeinstellung bzw. -korrektur.
Als Vorteil der Bridgekameras gegenüber den digitalen Spiegelreflexkameras sind die etwas kompaktere Bauweise und das damit verbundene geringere Gewicht zu nennen. Auch erlaubt der eingebaute LCD-Monitor eine Live-Vorschau der Bilder – ist der Monitor schwenkbar, können so auch sehr bequem Aufnahmen in Bodennähe oder über Kopf erstellt werden. Dunkle Motive können auf dem Monitor von der Kamera elektronisch verstärkt und so in Helligkeit und Kontrast optimiert dargestellt werden, wobei diese Funktion meist mit einem stark erhöhten Bildrauschen oder einer entsprechend geringeren Bildwiederholrate verbunden ist. Sehr nützlich ist die Möglichkeit, im elektronischen Sucher oder auf dem Monitor schon vor der Aufnahme ein Histogramm mit der Helligkeitsverteilung der Bildpunkte anzuzeigen, um Fehlbelichtungen von vornherein auszuschließen. Diese Hilfsmittel sind mittlerweile auch bei einigen digitalen Spiegelreflexkameras zu finden.

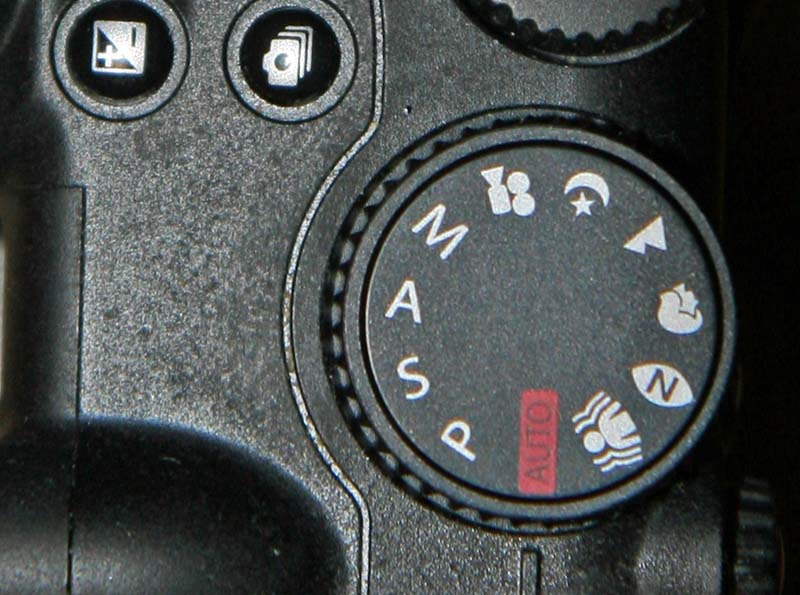
Einstellrad mit einigen Motivprogrammen

Bridgekameras weisen in der Regel – wie Kompaktkameras – eine Vielzahl sogenannter Motivprogramme auf, die für typische Aufnahmesituationen angepasst sind und die Bedienung vereinfachen sollen. Allerdings lassen sich meist auch wie bei Spiegelreflexkameras die Werte für die Blendenzahl und die Verschlusszeit sowie die Empfindlichkeit (ISO) manuell einstellen.
Mit dem fest eingebauten Objektiv bildet die Kamera ein geschlossenes System, weshalb das Risiko von Verschmutzungen des Bildsensors erheblich geringer ist als bei Kameras mit Wechselobjektiven. Das fest eingebaute Objektiv bietet ferner die Möglichkeit, dass die Kameraelektronik einige Abbildungsfehler des Objektivs bei verschiedenen Brennweiten und Blenden automatisch korrigieren kann. Spiegelreflexkameras bieten zunehmend ebenfalls solche Funktionen an, in der Regel jedoch nur für Objektive des Gehäuseherstellers, nicht aber für solche von Fremdherstellern.
Im Gegensatz zu älteren digitalen Spiegelreflexkameras besitzen nahezu alle Bridgekameras die Möglichkeit, auch Videos im VGA-Format mit Ton und Tonkommentare zu Fotografien aufzunehmen. Neuere Modelle bieten auch die Möglichkeit, Videos in Full-HD- oder Ultra-HD bis 4K-Qualität aufzunehmen, wobei teilweise auch die Wahl zwischen verschiedenen HD-Formaten möglich ist.
Die meisten modernen Bridgekameras verfügen über eine optische Bildstabilisierung, bei der eine Linsengruppe im Objektiv oder der Bildsensor zum Ausgleich einer Verwacklung bewegt wird.
Durch das Fehlen einer Spiegelmechanik können mit Bridgekameras fast völlig geräuschlose Aufnahmen gemacht werden und es gibt keine Erschütterung durch den Spiegelschlag.
Beim Fotografieren kann kein Streulicht durch den Sucher auf den Belichtungssensor der Kamera gelangen, was bei Spiegelreflexkameras gegebenenfalls durch einen externen beziehungsweise eingebauten Okularverschluss oder eine Okularabdeckung verhindert werden muss.

### Nachteile

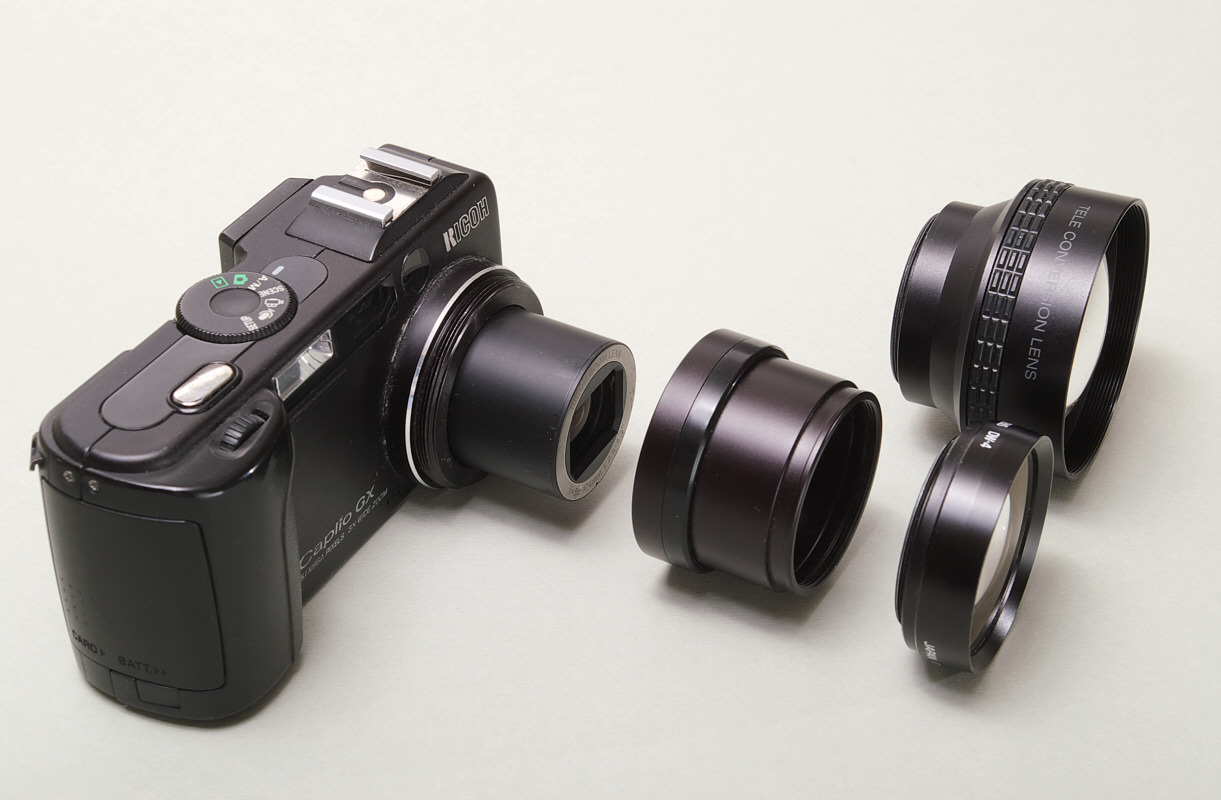
Weitwinkel- und Televorsatz mit Adapter für eine Digitalkamera

Gegenüber einer Spiegelreflexkamera sind die optischen Möglichkeiten einer Bridgekamera durch das fest eingebaute Zoomobjektiv eingeschränkt. Bis auf wenige Ausnahmen reicht der Brennweitenbereich nicht bis zum extremen Weitwinkel, und auch bei großer Brennweite verteuert sich die Kamera sehr. Zwar werden Weitwinkel- und Telekonverter angeboten, doch sind diese vergleichsweise teuer, voluminös und verschlechtern in der Regel die Abbildungsqualität.
Bridgekameras haben zwar meist einen Makromodus, die Einstellmöglichkeiten und die Bildqualität sind jedoch gegenüber speziellen Makroobjektiven eingeschränkt. Teilweise lassen sich diese Beschränkungen durch den Einsatz von Nahlinsen umgehen, sofern eine Möglichkeit besteht diese zu befestigen. Bei recht vielen Bridgekameras fehlt jedoch ein Filtergewinde oder ein geeigneter Adapter.
Auch für das Fotografieren bei vorhandenem Licht ist es trotz Bildstabilisierung oft vorteilhaft, Spiegelreflexkameras mit größeren Bildsensoren und lichtstarken Festbrennweiten einzusetzen. Gegenüber Spiegelreflexkameras mit vergleichbarer Bildauflösung sind die eingesetzten Bildsensoren wesentlich kleiner und erzeugen ein stärkeres Bildrauschen, das bei hohen Empfindlichkeitseinstellungen zu beinahe unbrauchbaren Aufnahmen führen kann. Eine der wenigen Ausnahmen stellte lange Zeit die nicht mehr produzierte Sony DSC-R1 dar, die einen vollwertigen Sensor im APS-C-Format bot. Seit 2012 kommen zunehmend Kameras mit fest eingebautem Objektiv und vergleichsweise großem Sensor auf den Markt, die jedoch zugunsten der Kompaktheit auf die großen Brennweitenbereiche klassischer Bridgekameras verzichten oder gar Objektive mit fester Brennweite haben.
Einhergehend mit der kleineren Bildsensorgröße fällt auch der Abbildungsmaßstab (bei gleicher Brennweite wird ein kleinerer Ausschnitt abgebildet, siehe Formatfaktor) geringer aus als bei digitalen Spiegelreflexkameras. So lässt sich mit einer Bridgekamera selbst bei maximaler Blendenöffnung keine so geringe Schärfentiefe erreichen wie mit einer Spiegelreflexkamera bei gleich weit geöffneter Blende. Dieses bedeutet eine Einschränkung der bildkompositorischen Möglichkeiten während der Aufnahme, da sich beispielsweise Objekte schwieriger freistellen oder Vorder- vom Hintergrund abgrenzen lassen. Solche Effekte müssen dann im Anschluss wesentlich aufwändiger mit Hilfe der Bildbearbeitung kreiert werden. Bei Aufnahmen im Nahbereich ist dieser Effekt jedoch gelegentlich vorteilhaft.
Auch das andere Ende der Blendenskala reicht bei Spiegelreflex- und Systemkameras oft weiter als bei Bridgekameras: Wo die separaten Objektive der einen oft bis Blende 22 geschlossen werden können, ist bei jenen schon bei Blende 11 oder gar 8 Schluss. Das ist zu wenig, um etwa bei hellem Sonnenlicht noch den Effekt Bewegungsunschärfe zu nutzen.

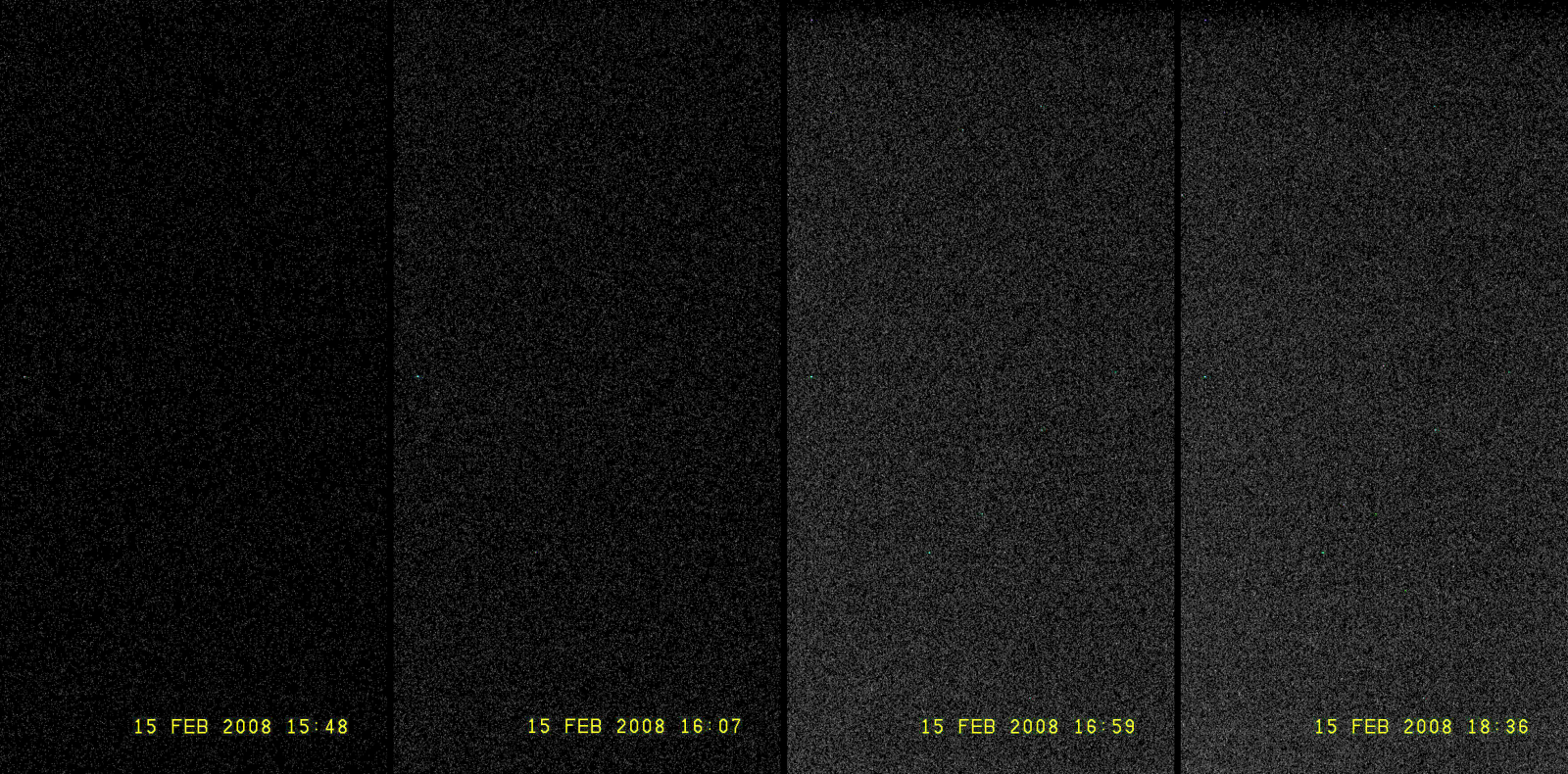
Änderung des Bildrauschens eines digitalen Aufnahmesensors bei Erwärmung

Da zur Darstellung des Motivs der Aufnahmesensor und der Sucher- oder der Monitor eingeschaltet sein müssen, ergibt sich ein höherer Stromverbrauch als bei Spiegelreflexkameras, was zu einer kürzeren Betriebsbereitschaft mit einer Akkuladung führt. Auch wird – wie bei Kompaktkameras und Spiegelreflexkameras mit Monitorvorschau (Live-View) – das Bildrauschen durch die im Bildsensor entstehende Wärme verstärkt, was selbst durch aufwendige konstruktive und elektronische Maßnahmen nur mit Einschränkungen kompensiert werden kann.
Die gegenüber Spiegelreflexsuchern geringe optische Auflösung der eingebauten elektronischen Sucher erschwert die manuelle Fokussierung. Dies versuchen die meisten Modelle mit Hilfe von softwaretechnischen Vergrößerungen auf dem Monitor oder im elektronischen Sucher auszugleichen, es wird also ein vergrößerter Ausschnitt des gesamten Bereichs der Aufnahme dargestellt. Die Bildschärfe wird exakt in der Sensorebene ermittelt und nicht durch einen separaten Schärfesensor, was zwar einerseits Probleme mit mechanischen Fertigungstoleranzen verringert, andererseits bei konventionellen Bildsensoren mit Kontrast-Autofokus spürbar langsamer arbeitet als separate AF-Sensoren. Seit 2012 kommen zunehmend Kameras auf den Markt, die einen im Bildsensor integrierten Phasen-Autofokus aufweisen und damit ähnliche Fokussiergeschwindigkeiten wie digitale Spiegelreflexkameras erreichen.